# Анн Голон
Анн (Анна) Голо́н (фр. Anne Golon, настоящее имя Симона Шанжё, фр. Simone Changeux, также писала под псевдонимом Жоэль Дантерн, фр. Joëlle Danterne; 17 декабря 1921, Тулон — 14 июля 2017, Версаль) — французская писательница, журналистка и киносценаристка. Получила известность благодаря написанной в соавторстве с мужем Всеволодом Голубиновым (1903—1972), работавшим под псевдонимом Серж Голон, серии исторических романов об Анжелике — светловолосой зеленоглазой красавице-аристократке и авантюристке XVII века.

## Биография
Родилась 17 декабря 1921 года в Тулоне в семье капитана французского флота Пьера Шанжё. Девочка рано проявила способности к живописи и рисунку.
Когда ей исполнилось 18 лет, она написала свою первую книгу «Страна за моими глазами», опубликованную в 1944 году под псевдонимом Жоэль Дантерн. Именем Жоэль её впоследствии называли в семье. Тогда же она начала работать журналисткой.
Летом 1940 года, когда Франция была оккупирована немецкими войсками, семья жила в Версале. Симона решила вырваться из оккупированной зоны и отправиться на юг, к испанской границе.
В 1949 году молодая писательница получила премию за свою новую книгу — «Патруль у фонтана Сан-Инносан». На полученные деньги она решила поехать в Африку, откуда собиралась посылать репортажи.
Симона отправилась во Французское Конго, где познакомилась с геологом Всеволодом Голубиновым. Роман, начавшийся между ними, вылился в глубокое чувство, и вскоре они поженились.
Жизнь в Конго, однако, становилась сложнее; и супруги вернулись во Францию, поселившись в Версале. Однако Всеволод Голубинов не мог найти работу. Они попытались заниматься совместным литературным трудом и выпустили книгу о диких животных «Le Coeur des Betes Sauvages». Тем не менее положение было трудным. Кроме того, Симона к тому времени родила первого ребёнка. И тогда она решила написать историко-приключенческий роман.
Симона и Всеволод три года проработали в библиотеке Версаля, изучая исторические материалы, посвящённые истории XVII века. Работа распределялась так: Симона изучала материал, писала, строила фабулу, составляла план; а Всеволод заботился об историческом материале и консультировал её. В 1956 вышел первый роман об Анжелике. 
В 2004 году после 10-летнего судебного процесса со своим агентом («Ашетт Ливр» (фр. Hachette Livre), группа Лагардер) ей удалось вернуть себе авторские права на серию книг об Анжелике. После этого Симона Шанжё занялась переизданием всех томов серии в новой версии: это было связано с тем, что авторские рукописи Анн Голон подверглись жёсткой редакции, с исключением целых абзацев и страниц. К тому времени молодое поколение европейцев стало проявлять особый интерес к книгам об Анжелике. Также участились продажи тех книг, которые не были экранизированы. Заключительный роман («Анжелика и королевство Франция») предполагалось издать в 2012 году.
Скончалась 14 июля 2017 года в Версале, на 96-м году жизни.

## Издание книг (романов) Анн и Сержа Голон на русском языке
В 1973 году в издательстве «Прогресс» вышли первая и седьмая книги цикла под названием «Анжелика» и «Анжелика в Новом Свете» после чего в различных региональных издательствах Советского Союза начали печататься переводы романов «об Анжелике» как на русском языке, так  и на языках народов СССР. Изданию книг предшествовала популярность пяти французских фильмов, поставленных по этим романам. 
Но настоящий бум изданий этих романов пришёлся на 1991 - 1997 гг., когда на русском языке были опубликованы все романы данного цикла (иногда романы выходили в сокращённом варианте либо в виде пересказа). 
Громадное количество изданий вышло пиратским образом (без оповещений авторов и без выплат гонораров).

## Публикации
под псевдонимом Жоэль Дантерн
- 1940 — «Страна за моими глазами» («Au Pays de derrère mes yuex»)
- 1946 — Master Kouki
- 1949 — «Золотой камешек» («Le Caillou d’or»)
- 1949 — «Патруль у фонтана Сан-Инносан» (La patrouille des Saints Innocents).
- 1949 — «Случай с Лимбой» (La Caisse de Limba)
- 1951 — Alerte au Tchad

под именем Линды Бод
- 1961 — «Моя истина» («Ma Vérité»), книга о деле Жакуя (l’Affaire Jacquou)

совместно с Сержем Голон
- 1953 — «Гиганты озера» (Les Géants du Lac) автором указан только Серж Голон
- 1962 — «Сердце диких зверей» (Le Cœur des Bêtes Sauvages)
- Le Comte de Rochefort
- D’Artagnan
- Cartouche
- Raspoutine
- La Fayette
- La Duchesse de Chevreuse
- Savorgnan de Brazza

Романы об Анжелике
- 1956 — Анжелика / Маркиза ангелов (фр. Angélique / Marquise des Anges)
- 1958 — Путь в Версаль (фр. Angélique, le Chemin de Versailles)
- 1959 — Анжелика и король (фр. Angélique et le Roy)
- 1960 — Неукротимая Анжелика / Анжелика в Берберии / Анжелика и Султан (фр. Indomptable Angélique)
- 1961 — Бунтующая Анжелика / Бунт Анжелики / Мятежница Пуату / Анжелика в мятеже (фр. Angélique se révolte)
- 1961 — Анжелика и её любовь / Любовь Анжелики / Анжелика в любви / Анжелика и Рескатор (фр. Angélique et son Amour)
- 1964 — Анжелика в Новом Свете (фр. Angélique et le Nouveau Monde)
- 1966 — Искушение Анжелики / Анжелика в Голдсборо (фр. La Tentation d’Angelique)
- 1972 — Анжелика и Демон / Дьяволица (фр. Angelique et la Demone)
- 1976 — Анжелика и заговор теней (фр. Angélique et le Complot des Ombres)
- 1980 — Анжелика в Квебеке (фр. Angélique à Québec)
- 1984 — Дорога надежды (фр. Angélique, la Route de l’Espoir)
- 1985 — Триумф / Победа Анжелики (фр. La Victoire d’Angélique)